# Ethias Trophy 2007
L'Ethias Trophy 2007 è stato un torneo di tennis facente parte della categoria ATP Challenger Series nell'ambito dell'ATP Challenger Series 2007. Il torneo si è giocato a Mons in Belgio dal 1º al 7 ottobre 2007 su campi in cemento indoor.

## Vincitori

### Singolare
Ernests Gulbis ha battuto in finale  Kristof Vliegen con il punteggio di 7–5, 6–3

### Doppio
Tomasz Bednarek /  Filip Polášek hanno battuto in finale  Philipp Petzschner /  Alexander Peya con il punteggio di 6–2, 5–7, [10-8]